# وفاكاش
وفاكاش هي شركة مغربية تابعة لمجموعة التجاري وفا بنك، وتقدم لزبنائها خدمة أداء الفواتير والضرائب، وتحويل الأموال، وصرف العملات، وشراء تذاكر الخطوط الملكية المغربية، بالإضافة إلى الخدمات البنكية التي توفرها الشركة من خلال الحساب الإقتصادي حساب بخير.

## تاريخ
1991: تأسست الشركة تحت اسم «وفا مونيتيك».
2003: غيرت الشركة إسمها من وفا مونيتيك إلى وفاكاش.
2008: أطلقت وفاكاش بطاقة فلوسي وهي بطاقة مسبقة الدفع وعبارة عن محفظة إلكترونية غير مرتبطة بحساب بنكي.
2009: أطلقت وفاكاش حساب بخير، وهو موجه للزبناء الذين لا يتوفرون على حساب بنكي، ويبلغ سعر الاشتراك فيه 6.5 درهم للشهر.
2014: إطلاق خدمة دفع ثمن التذاكر الخطوط الملكية المغربية على مستوى جميع وكالات وفاكاش.
2017: وقعت وفاكاش إتفاقية شراكة مع الخزينة العامة للمملكة لأداء الضرائب التالية في جميع وكالات وفاكاش:(الضريبة السكنية، ضريبة الخدمات البلدية، الضريبة المهنية، غرامات المعاملات والثابتة).
2018: أطلقت وفاكاش تطبيق جيبي لخدمة الأداء عن طريق الهاتف المحمول.